# Milk Tea Alliance

Drapeau de la Milk Tea Alliance créé par des internautes : la couleur de gauche représente le thé au lait thaïlandais, le thé au lait de Hong Kong au milieu et à droite le thé aux perles taïwanais.

La Milk Tea Alliance (MTA) est un mouvement de solidarité démocratique en ligne composé de netizens de Hong Kong, de Taïwan, de Thaïlande et du Myanmar,,. Il a commencé comme un mème internet, créé en réponse à la présence accrue de trolls chinois et de commentateurs nationalistes sur les médias sociaux,, puis a évolué en un mouvement de protestation transnational prônant la démocratie et les droits de l'homme.

## Origine du nom
Le thé au lait est considéré comme un symbole de solidarité anti-chinoise par les Asiatiques du Sud-Est car, dans de nombreux pays d'Asie du Sud-Est, le thé est historiquement consommé avec du lait, alors qu'en Chine, ce n'est pas le cas. Le thé aux perles taïwanais, le thé au lait hongkongais et le thé thaï sont toutes des variantes locales de thé au lait avec de fortes similitudes,.

## Chronologie

Carte de la Milk Tea Alliance (l'Inde est également considérée dans certains cas comme « membre » de l'alliance).

Au cours des mois suivants la Milk Tea Alliance se transforme, d'un mème anti-Pékin à un « mouvement de protestation sans chef poussant au changement à travers l'Asie du Sud-Est ».
- À la suite des escarmouches Chine-Inde de 2020, l'Inde a également été incluse dans l'Alliance, le masala chai étant leur variété de thé au lait[7]. Des politiciens à Taiwan et en Inde ont souligné l'existence de la Milk Tea Alliance, ainsi que Hsiao Bi-khim, qui a utilisé le hashtag dans un tweet remerciant les indiens pour leur soutien[10].
- Après que l'Australie a appelé à une enquête sur la gestion du Covid-19 par l'Organisation mondiale de la santé, la Chine a menacé de boycotter ses produits si l'Australie ne renonçait pas à ses demandes d'enquête. Les internautes ont ensuite inclus l'Australie en tant que membre de la Milk Tea Alliance, mais la relation avec le thé au lait est ténue, le produit laitier Aptamil remplaçant une variété réelle de thé au lait dans les images[11].
- En août 2020, de nouvelles manifestations en faveur de la démocratie en Thaïlande, les plus importantes depuis le coup d'État militaire de 2014, ont attiré le soutien et la solidarité des Taiwanais et des Hongkongais, dont l'activiste Joshua Wong[9]. Le hashtag #MilkTeaAlliance a été largement utilisé par les manifestants[12],[13].

- Les manifestations biélorusses de 2020 éclatent en août à la suite du rejet par l'opposition des résultats de l'élection présidentielle. Des militants du pays, inspirés par l'Alliance, commencent à utiliser la ryajenka, une boisson traditionnelle à base de lait fermenté de la Biélorussie, de la Russie et de l'Ukraine, comme symbole de résistance au gouvernement d'Alexandre Loukachenko[14].
- En février 2021, à la suite du coup d'État de 2021 au Myanmar, des militants du Myanmar et de la Thaïlande voisine ont commencé à adopter la Milk Tea Alliance en signe de solidarité, avec des photos de sachets de thé Royal Myanmar partagés des milliers de fois[4]. Une illustration de l'artiste thaïlandaise Sina Wittayawiroj qui représente du thé au lait thaïlandais, taïwanais, hongkongais, indien et birman sous le titre Milk Tea Alliance est devenue virale. Les manifestants anti-coup d'État ont été solidement intégrés au mouvement de protestation en ligne[15].

## Contexte
En Thaïlande, le soutien à la lutte de Hong Kong et Taïwan contre l'influence chinoise unifie les groupes disparates de manifestants pro-démocratie, le sentiment anti-Pékin devenant une partie de leur base anti-autoritaire,.
En avril 2020, l'acteur thaïlandais Vachirawit Chivaaree, par erreur republie une image sur Twitter qui décrivait Hong Kong comme un pays. Son message suscite des réactions négatives de la part des internautes chinois. Il s'est excusé et a retiré l'image, mais les internautes chinois ont découvert un message de sa petite amie, le mannequin Weeraya Sukaram, datant de 2017 et insinuant que Taïwan était un pays indépendant. Le 25 juin 2020, GMM Grammy, la société mère de GMMTV dont il était un talent, a envoyé des avocats à la Technology Crime Unit pour déposer des plaintes contre les utilisateurs des réseaux sociaux accusés d'avoir diffusé des messages malveillants à son sujet.
Avec des insultes visant divers aspects de la Thaïlande, notamment le roi et le premier ministre,. L'ambassade de Chine à Bangkok a publié une longue déclaration sur Facebook condamnant les critiques et une féroce bataille numérique s'est ensuivie entre les internautes thaïlandais et l'ambassade de Chine. Les internautes thaïlandais, sur les réseaux sociaux, défendent Chivaaree, puis leurs attaques se transforment en critiques plus généralisées de la Chine, lançant une guerre sur Twitter avec le hashtag.
Les utilisateurs de Twitter à Taiwan et à Hong Kong ont rapidement rejoint les utilisateurs thaïlandais dans ce que The Daily Telegraph a appelé « un moment rare de solidarité régionale ». Le média OZY (en) décrit la Milk Tea Alliance qui s'attaque au parti des 50 centimes comme « l'armée de volontaires d'Asie se soulevant contre les trolls Internet chinois ».

## Réaction chinoise
Les services secrets chinois ont tenté de présenter la Milk Tea Alliance comme une manœuvre du gouvernement américain, dans la lignée des révolutions de couleur.